# Estnisches Speckschwein
Das Estnische Speckschwein (Estnisch: eesti peekon) ist eine Fleischschweinrasse aus Estland.

## Zuchtgeschichte
In Estland wurden einheimische langohrige Sauen mit Ebern der Rassen Large White, Deutsche Landrasse, Finnisches Schwein und Dänische Landrasse gekreuzt, wobei letztere den größten Einfluss hatte. 1961 wurde die Rasse anerkannt.

## Charakteristika
- Farbe weiß, selten bunt-getigert
- Kopf mittelgroß
- Nase gerade bis leicht aufgewölbt
- Ohren groß und nach vorne hängend
- Brust tief und breit
- Körper lang
- Rücken lang und breit
- Schinken voll
- Gewicht Sauen 244 kg, Eber 323 kg

Es existieren 14 Eberlinien und über 30 Sauenfamilien.
Das Estnische Speckschwein wird sehr häufig als Mutterrasse in Kreuzungszuchten verwendet.

## Vorkommen
Hauptzuchtzentren sind Nowy Dwor in der Hrodsenskaja Woblasz in Belarus und zahlreiche weitere Staatszuchtbetriebe, von denen die meisten in Estland liegen. Weiterhin wird die Rasse in den Oblasten Nischni Nowgorod, Tambow, Kaliningrad, Lipezk, Pskow, Wologda, Iwanowo und Tomsk und in der Region Primorje in Russland und in Kasachstan und Moldawien gehalten.
1980 gab es 122.800 reinrassige Tiere.

## Quelle
- https://www.fao.org/3/ah759e/AH759E10.htm